# 劉恬
劉恬（5世紀—478年），劉宋宗室，長沙景王劉道鄰的曾孫，長沙成王劉義欣之孫，侍中、吳興郡太守劉勰第三子。
父親於元徽元年（473年）去世。元徽四年（476年），建平郡王劉景素因謀反被族誅，劉恬於同年冬季封為秭歸縣侯、食邑一千戶，以繼建平宣簡王劉宏嗣。昇明二年劉恬卒，封國廢除。